# Karl Arne Hornberg
Karl Arne Hornberg, född 9 april 1914, död 1991, var en svensk journalist, författare och kulturpersonlighet, verksam i Nyköping.